# Zamek w Lipienku
Zamek w Lipienku – krzyżacki zamek komturski w Lipienku, siedziba komturów ziemi chełmińskiej. Obecnie w stanie ruiny.

## Historia
W miejscu drewnianego grodu funkcjonującego już od X wieku, Krzyżacy po opanowaniu Ziemi chełmińskiej zbudowali nową  drewniano-ziemną warownię, która została spalona w 1277 roku przez Prusów. W jej miejscu Krzyżacy zbudowali zamek, co stało się przypuszczalnie między rokiem 1285, gdy powstała komturia w Lipienku, a rokiem 1325, gdy zamek był po raz pierwszy wzmiankowany. Według prof. Sławomira Jóźwiaka, w latach 1285-1334 była to główna siedziba komtura ziemi chełmińskiej, a po likwidacji tej komturii około 1340 roku zamek w Lipienku stał się siedzibą wójtów o nadzwyczajnych uprawnieniach, ponieważ podległych bezpośrednio tylko wielkiemu mistrzowi w Malborku. W 1291 roku wydano tu przywilej lokacyjny dla miasta Grudziądza. 
Zamek był na tyle silny, że jesienią 1330 roku nie był w stanie go zdobyć król Władysław Łokietek mimo wsparcia wojsk węgierskich i litewskich, w związku z czym 18 października 1330 król zawarł tu rozejm z Krzyżakami. W 1410 roku zamek zajęły wojska Władysława Jagiełły. W 1411 roku Krzyżacy pojmali na zamku wspierającego Polskę rycerza Mikołaja z Ryńska (Nicolaus von Renys), którego następnie ścięli na rynku w Grudziądzu. Od II pokoju toruńskiego z 1466 roku zamek przyłączony został do Polski i od tego czasu aż do 1655 roku była to siedziba polskich starostów z rodu Kostków i osób z nim spokrewnionych. Ostatnim starostą z rodu był Stanisław Franciszek Kostka. Po nim starostwo przejął z dniem 16 września 1655 Albrecht Czerski. 
Zabudowania zostały częściowo zniszczone w czasie wojen polsko-szwedzkich w XVII wieku. Zamek został zniszczony w wyniku ciężkich walk podczas potopu szwedzkiego w 1659 roku i już nie odbudowany. Po I rozbiorze Polski w 1772 r. zabudowania zostały rozebrane w większości przez Prusaków. Obszar zamku wchodził w skład folwarku z dworem funkcjonującego do XX wieku.
W latach 60. XX wieku Ireneusz Sławiński wykonał inwentaryzację konserwatorską zachowanych murów zamku, a w 2018 roku przeprowadzono na jego terenie badania archeologiczne.

## Architektura
Zamek zbudowano na długim półwyspie wchodzącym daleko w jezioro (pozostaje częściowo wyschnięte). Zamek główny był regularny i czteroskrzydłowy, w planie zbliżony do kwadratu o wymiarach 35 × 38,5-39,7 m. Był to najmniejszy krzyżacki kasztel na ziemi chełmińskiej. Posiadał dwie kondygnacje nadziemne i magazynowe poddasza. Dziedziniec obiegały ganki, a w narożu północno-wschodnim znajdowała się wieża główna o boku około 7,7 m.  
Od wschodu zamek poprzedzony był rozległym, otoczonym murem pierwszym przedzamczem na planie trapezu, ze stodołą, oborą, wozownią, kuźnią, browarem i gorzelnią. Wjazd prowadził przez wieżę bramną zwieńczoną gotyckimi szczytami. Z zabudowy przedzamcza zachowała się jedynie sklepiona kolebkowo gotycka piwnica i pozostałości kamiennego muru ograniczającego przedzamcze od zachodu.  
Obszerny opis założenia zamkowego zawarty jest w lustracji z 1565 roku.  
Po zamku widoczne są na powierzchni nieliczne relikty, a jego teren jest trudno dostępny. 